# Quantico (Virginia)
Quantico (IPA: [ˈkwɒntɪkoʊ], korábban Potomac) kisváros az Amerikai Egyesült Államok Virginia államában, Prince William megyében. A fővárostól, Washington, D.C.-től 56 km-re (35 mérföldre) délnyugatra, a kiszélesedő Potomac folyó jobb partján terül el. Lakosainak száma 578 fő (2020. április 1.).

## Népesség
| Lakosok száma | 561  | 480  | 578  |
|               | 2000 | 2010 | 2020 |

## Nevezetességek

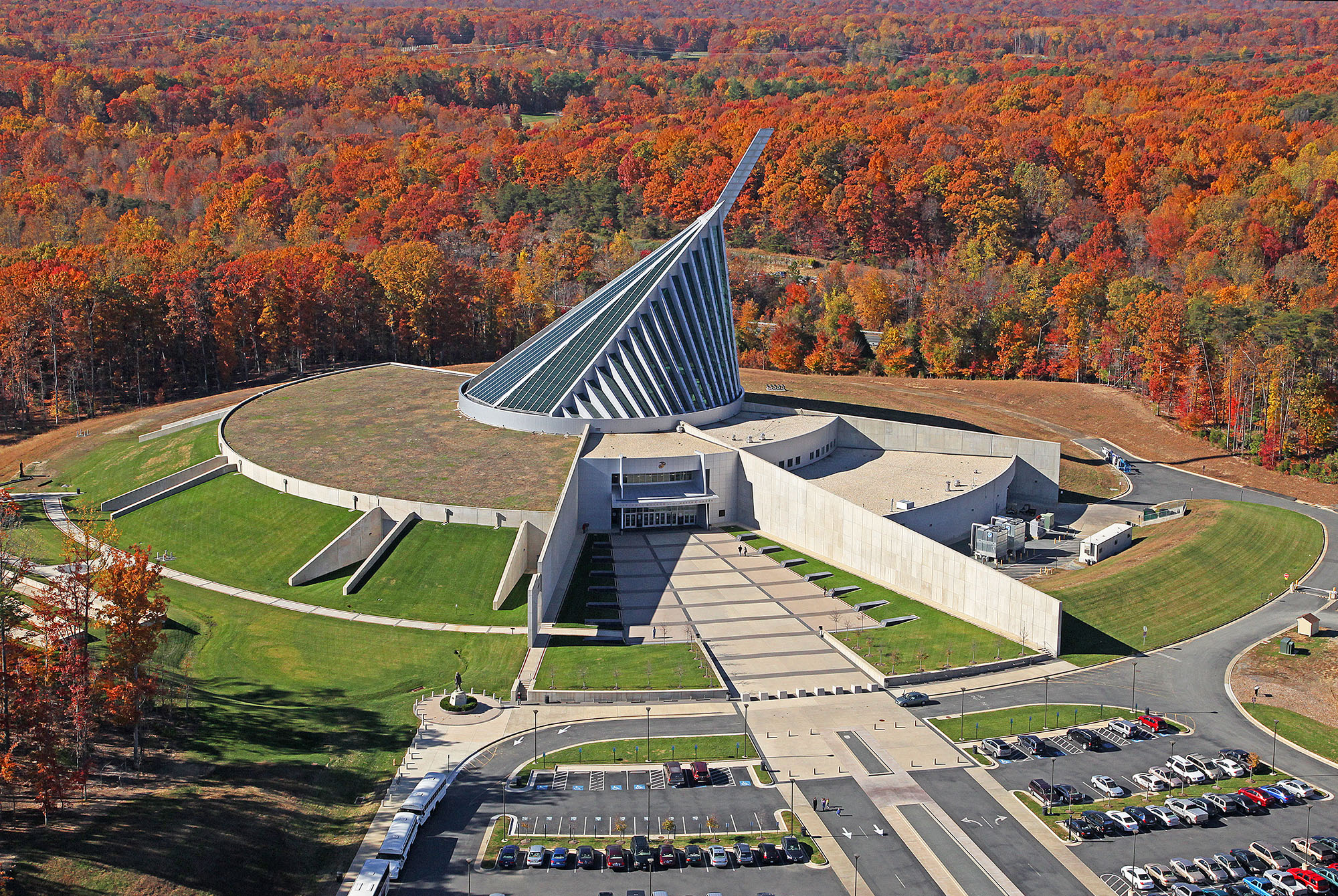
Haditengerészeti Múzeum

- FBI Academy kiképzőközpont
- FBI-laboratórium
- Haditengerészeti Múzeum
- Tengerészgyalogsági bázis